# Maurus Riha

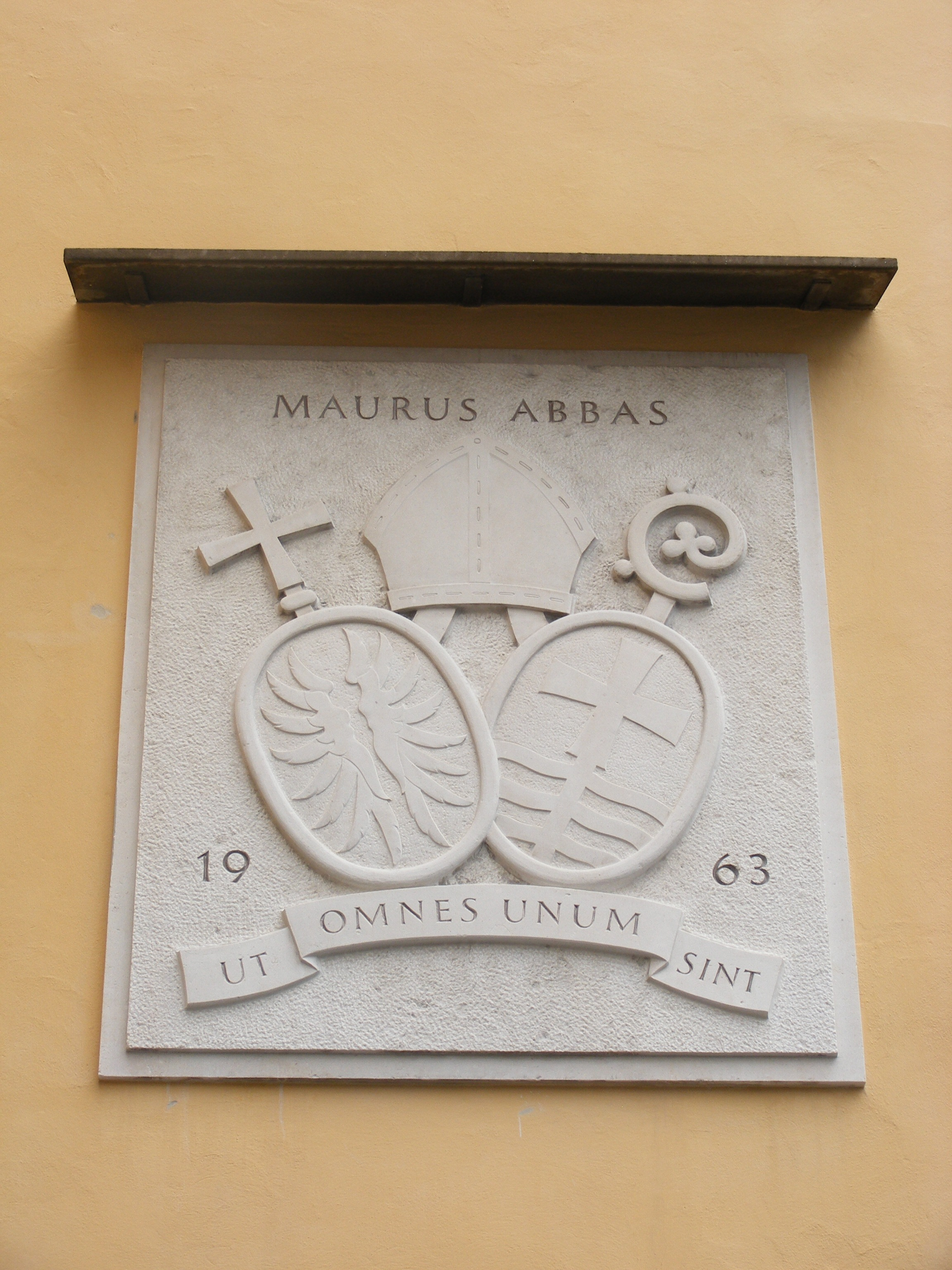
Wappen von Abt Maurus Riha beim Augustiner Bräu Kloster Mülln, Salzburg

Maurus II. Riha (* 5. Januar 1889 in Braunau am Inn; † 15. Oktober 1971 in Salzburg) war ein österreichischer Abt der Benediktinerabtei Michaelbeuern (1933–1969); Abtpräses der österreichischen Benediktinerkongregation (1958–1966) und Teilnehmer an allen vier Sitzungsperioden des Zweiten Vatikanischen Konzils.

## Leben
Josef Riha wurde am 5. Jänner 1889 in Braunau am Inn geboren. Von 1933 bis 1969 war er Abt der Benediktinerabtei Michaelbeuern im Flachgau. Sein Wahlspruch lautete: Ut omnes unum sint (Dass alle eins seien, Joh 17,21 ). Am 26. März 1958 folgte er Abt Theodor Springer als Abtpräses der österreichischen Benediktinerkongregation. Gemeinsam mit dem bolivianischen Missionsbischof Josef Calasanz Rosenhammer OFM war er einer der beiden Konzilsteilnehmer, die aus dem  aus dem Dekanat Braunau stammten. 1966 legte er das Amt des Präses zurück, 1969 legte er altersbedingt das Amt des Abtes von Michaelbeuern nieder.